# Amadeu Amaral
Amadeu Amaral (* 6. November 1875 in Monte-Mor, São Paulo (Bundesstaat); † 24. Oktober 1929 in São Paulo) war ein brasilianischer Dichter, Romanist, Lusitanist und Dialektologe.

## Leben und Werk
Amaral, der beruflich als Journalist und Verwaltungsbeamter in Rio de Janeiro und São Paulo tätig war, bildete sich autodidaktisch zum Linguisten und Ethnografen heran. Er publizierte die erste wissenschaftliche Beschreibung eines brasilianischen Dialekts, den Caipira-Dialekt (dialeto Caipira), und hielt 1921 eine viel beachtete Rede zum 600. Todestag von Dante Alighieri.
Amaral war ab 1919 Mitglied der Academia Brasileira de Letras (Cadeira 15), sowie der Academia Paulista de Letras (Cadeira 33 und Präsident).

## Werke

### Belletristik
- Urzes. Poesia,  São Paulo 1899 (Heidekraut, Exemplare extrem selten)
- Névoa. Poesia,  São Paulo 1902 (Dunst)
- Espumas. Versos,  São Paulo 1917 (Schaum)
- Lâmpada antiga. Carta de guia de meus filhos. Um punhado de sonetos, São Paulo 1924  (Gedichte)
- Poesias, São Paulo 1931
- Novela e conto, São Paulo 1976
- Poesias completas, São Paulo 1977

### Weitere Werke
- Letras floridas, São Paulo 1920, 1976
- O dialeto caipira. Gramática. Vocabulário, São Paulo 1920, 1955, 1976, 1982  (Dialekt der Gegend am Rio Paraíba. Caipira)
- O elogio da mediocridade. Estudos e notas de literatura, São Paulo 1924, 1976 (Lob der Mittelmäßigkeit)
- Tradições populares, São Paulo 1948, 1976
- Obras completas de Amadeu Amaral, São Paulo 1948, 1955
- Memorial de um passageiro de bonde, São Paulo 1976
- Política humana, São Paulo 1976
- Ensaios e conferências, São Paulo 1976 (Discurso de posse na Academia Brasileira de Letras. Um soneto de Bilac. Dante. A poesia da viola. Luís de Camões)